# Bareket
Bareket (hebräisch בַּרֶקֶת Bareqet) ist ein Moschav in der Schfela im Zentralbezirk Israels, der sich 4 km nordöstlich des Flughafens Ben Gurion befindet. Er gehört dem Regionalverband Chevel Modiʿin. 2018 zählte der Moschav 2035 Einwohner auf einer Gesamtfläche von 2500 Dunams (= 2,5 Quadratkilometer).

## Geschichte
Das Dorf wurde 1952 von HaPo’el haMisrachi-Mitgliedern gegründet, die im Zuge der Vertreibung von Juden aus arabischen und islamischen Ländern aus dem Bezirk Habban im Südosten Jemens nach Israel eingewandert waren. Es wurde ursprünglich als Kfar Chaluzim („Dorf der Wegbereiter“) und später als Tirat Jehuda Bet (nach dem benachbarten Ort Tirat Jehuda) benannt, bevor es seinen heutigen Namen annahm. Wie die benachbarten Dörfer Nofech, Schoham, Leschem und Achlama (d. h. Amethyst, ehemals der Name von Beit Arif) bezieht sich der Name auf einen der zwölf Edelsteine des Choschen, der Brusttasche, die zum Ornat des jüdischen Hohenpriesters gehörte (Exodus 28:17).
Der Moschav Bareket liegt auf dem Gebiet des ehemaligen palästinensischen Dorfs Al-Tira, das 1948 durch Israel im Krieg um seine Unabhängigkeit entvölkert wurde.